# Maximalfunktion
Maximalfunktionen treten in vielen Formen in der harmonischen Analysis auf und spielen eine bedeutende Rolle beim Verständnis der Differenzierbarkeitseigenschaften von Funktionen, singulären Integralen und partiellen Differentialgleichungen. Oft bieten sie einen tieferen und vereinfachten Ansatz zum Verständnis von Problemen in diesen Bereichen, im Vergleich zu anderen Methoden.

## Definition
Sei {\displaystyle X} ein Banachraum, {\displaystyle I} ein gerichtetes Netz und {\displaystyle (\Omega ,\Sigma ,\mu )} ein Maßraum. Mit {\displaystyle {\mathcal {M}}_{\text{Mess}}(\Omega )} wird die Menge der messbaren Funktionen auf {\displaystyle \Omega } bezeichnet.
Sei der Operator {\displaystyle T^{*}} gegeben durch 
{\displaystyle (T^{*}x)(\omega ):=\sup _{\alpha \in I}\|(T_{\alpha }x)(\omega )\|},
wobei {\displaystyle T_{\alpha }\colon X\to {\mathcal {M}}_{\text{Mess}}(\Omega )} ein sublinearer Operator und {\displaystyle T_{\alpha }x} eine messbare Funktion für {\displaystyle x\in X} und {\displaystyle \omega \in \Omega } ist. Sei weiterhin 
{\displaystyle M(\delta ,C):=\sup _{x\in X,\|x\|\leq \delta }\mu \{\omega \in \Omega |(T^{*}x)(\omega )>C\}<\infty }
für alle {\displaystyle C,\delta >0}. Existiert außerdem eine dichte Teilmenge {\displaystyle X_{0}} von {\displaystyle X}, so dass für alle {\displaystyle x\in X_{0}} die Folge {\displaystyle \alpha \mapsto (T_{\alpha }x)(\omega )} einen Grenzwert für fast alle {\displaystyle \omega \in \Omega } hat und gilt weiterhin 
{\displaystyle \lim _{\delta \downarrow 0}M(\delta ,C)=0}.
Dann ist die Grenzfunktion {\displaystyle T_{\infty }x} der Folge {\displaystyle T_{\alpha }x} für alle {\displaystyle x\in X} messbar und der Operator {\displaystyle T_{\infty }\colon X\to {\mathcal {M}}_{\text{Mess}}(\Omega )} linear. Außerdem konvergiert für eine Folge {\displaystyle (x_{n})_{n}} mit {\displaystyle \|x_{n}-x\|\to 0} die Folge {\displaystyle (T_{\infty }x_{n})(\omega )} dem Maß nach gegen {\displaystyle (T_{\infty }x)(\omega )}.
Die Funktion {\displaystyle T^{*}x} aus diesem Satz wird Maximalfunktion genannt. Der Operator {\displaystyle T^{*}} heißt gelegentlich auch Maximaloperator.

## Hardy-Littlewood-Maximalfunktion
Die Hardy-Littlewood-Maximalfunktion ist eine der wichtigsten Maximalfunktionen. Sie findet in vielen Bereichen Verwendung, wobei die wichtigsten Anwendungen in den Beweisen des Lebesgue-Differentiationssatzes, des Satzes von Fatou sowie in der Theorie der singulären Integraloperatoren liegen.
Für {\displaystyle f\in L_{}^{1}(\mathbb {R} ^{n})} ist die Hardy-Littlewood-Maximalfunktion {\displaystyle Mf\colon \mathbb {R} ^{n}\rightarrow \mathbb {R} } definiert durch
{\displaystyle Mf(x):=\sup _{\delta >0}{\frac {1}{|B_{\delta }(x)|}}\int \limits _{B_{\delta }(x)}|f(y)|dy},
wobei {\displaystyle |B_{\delta }(x)|} das {\displaystyle n}-dimensionale Volumen der Kugel {\displaystyle B_{\delta }(x)} um {\displaystyle x} mit Radius {\displaystyle \delta } bezeichnet.

## Nicht-tangentiale Maximalfunktionen
Die nicht-tangentiale Maximalfunktion nimmt eine Funktion {\displaystyle F}, die auf der oberen Halbebene
{\displaystyle \mathbb {R} _{+}^{n+1}:=\left\{(x,t):x\in \mathbb {R} ^{n},t>0\right\}}
definiert ist, und erzeugt eine Funktion {\displaystyle F^{*}}, die auf {\displaystyle \mathbb {R} ^{n}} definiert ist, gemäß der Darstellung:
{\displaystyle F^{*}(x)=\sup _{|x-y|<t}|F(y,t)|}

### Bemerkung
Hierbei ist zu beachten, dass für ein festes {\displaystyle x} die Menge {\displaystyle \{(y,t):|x-y|<t\}} ein Kegel in {\displaystyle \mathbb {R} _{+}^{n+1}} ist, mit Scheitelpunkt bei {\displaystyle (x,0)} und einer Achse, die senkrecht zur Grenze von {\displaystyle \mathbb {R} ^{n}} steht. Der nicht-tangentiale Maximaloperator nimmt somit einfach das Supremum der Funktion {\displaystyle F} über einen Kegel mit Scheitelpunkt an der Grenze von {\displaystyle \mathbb {R} ^{n}} an.

### Approximation an die Identität
Eine besonders wichtige Form von Funktionen {\displaystyle F}, bei denen die Untersuchung der nicht-tangentialen Maximalfunktion relevant ist, ergibt sich aus der Annäherung an die Identität. Dafür fixiet man eine integrierbare, glatte Funktion {\displaystyle \Phi } auf {\displaystyle \mathbb {R} ^{n}}, die folgende Bedingung erfüllt
{\displaystyle \int \limits _{\mathbb {R} ^{n}}\Phi =1}
und definiert
{\displaystyle \Phi _{t}(x)=t^{-n}\Phi \left({\frac {x}{t}}\right)}
für {\displaystyle t>0}. Anschließend setzt man
{\displaystyle F(x,t)=f*\Phi _{t}(x):=\int \limits _{\mathbb {R} ^{n}}f(x-y)\Phi _{t}(y)\mathrm {d} y}
Somit kann man nun zeigen, dass
{\displaystyle \sup _{t>0}\left|f*\Phi _{t}(x)\right|\leq (Mf)(x)\int \limits _{\mathbb {R} ^{n}}\Phi },
woraus folgt, dass {\displaystyle f*\Phi _{t}(x)} in {\displaystyle L^{p}\left(\mathbb {R} ^{n}\right)} für alle {\displaystyle 1\leq p<\infty } gegen {\displaystyle f} konvergiert.
Dieses Resultat kann verwendet werden, um zu zeigen, dass die harmonische Fortsetzung einer Funktion aus {\displaystyle L^{p}\left(\mathbb {R} ^{n}\right)} in der oberen Halbebene nicht-tangential gegen diese Funktion konvergiert. Allgemeinere Ergebnisse können erzielt werden, indem der Laplace-Operator durch einen elliptischen Operator ersetzt wird.
Darüber hinaus kann man unter geeigneten Bedingungen an {\displaystyle \Phi } zeigen, dass
{\displaystyle F^{*}(x)\leq C(Mf)(x)},
wobei {\displaystyle C} eine Konstante ist.

## BMO-Halbnorm
Für eine lokal integrierbare Funktion {\displaystyle f} auf {\displaystyle \mathbb {R} ^{n}} wird die Funktion {\displaystyle f^{\sharp }} durch
{\displaystyle f^{\sharp }(x):=\sup _{x\in B}{\frac {1}{|B|}}\int \limits _{B}\left|f(y)-f_{B}\right|\mathrm {d} y}
definiert, wobei das Supremum über alle Kugeln {\displaystyle B} gebildet wird und {\displaystyle f_{B}} das Mittelwertintegral {\textstyle f_{B}={\frac {1}{\mu (B)}}\int _{B}f(z)\mathrm {d} \mu (z)}  von {\displaystyle f} über die Kugel {\displaystyle B} bezeichnet. In der englischen Literatur heißt die Funktion {\displaystyle f^{\sharp }} Sharp function oder Sharp maximal function. Diese Funktion definiert eine Halbnorm auf der Menge alle Funktionen, für die {\displaystyle f^{\sharp }} beschränkt ist.

### Anwendung
Diese Maximalfunktion kann verwendet werden, um punktweise Ungleichungen in Bezug auf Singularintegrale abzuleiten. Angenommen man habe einen Operator {\displaystyle T}, der auf {\displaystyle L^{2}\left(\mathbb {R} ^{n}\right)} beschränkt ist, sodass für alle glatten und kompakt getragenen Funktionen {\displaystyle f} gilt:
{\displaystyle \|T(f)\|_{L^{2}}\leq C\|f\|_{L^{2}}}.
Weiterhin sei {\displaystyle T} als Faltung mit einem Kern {\displaystyle K} realisierbar, in dem Sinne, dass für glatte {\displaystyle f} und {\displaystyle g} mit disjunktem Träger
{\displaystyle \int g(x)T(f)(x)\mathrm {d} x=\iint g(x)K(x-y)f(y)\mathrm {d} y\mathrm {~d} x}
gilt. Zusätzlich nimmt man noch eine Größen- und Glattheitsbedingung für den Kern {\displaystyle K} durch
{\displaystyle \left|K(x-y)\downarrow _{\digamma }^{\prime }(x)\right|\leq C{\frac {|y|^{\gamma }}{|x|^{n+\gamma }}}}
für {\displaystyle |x|\geq 2|y|} an.
Dann gilt für ein festes {\displaystyle r>1}:
{\displaystyle (T(f))^{\sharp }(x)\leq C\left(M\left(|f|^{r}\right)\right)^{\frac {1}{r}}(x)}
für alle {\displaystyle x\in \mathbb {R} ^{n}}.

## Maximalfunktionen in der Ergodentheorie
Sei {\displaystyle (X,{\mathcal {B}},m)} ein Wahrscheinlichkeitsraum und {\displaystyle T:X\rightarrow X} ein maßtreuer Endomorphismus von {\displaystyle X}. Die Maximalfunktion einer Funktion {\displaystyle f\in L^{1}(X,m)} ist dann definiert als:
{\displaystyle f^{*}(x):=\sup _{n\geq 1}{\frac {1}{n}}\sum \limits _{i=0}^{n-1}\left|f\left(T^{i}(x)\right)\right|}

### Bemerkung
Die Maximalfunktion {\displaystyle f^{*}} erfüllt hierbei eine schwache Abschätzung, die der Hardy-Littlewood-Maximalfunktion analog ist:
{\displaystyle m\left(\left\{x\in X:f^{*}(x)>\alpha \right\}\right)\leq {\frac {\|f\|_{1}}{\alpha }}},
was eine Umformulierung des maximalen Ergodensatzes darstellt, welcher verwendet wird, um den punktweisen Ergodensatz zu beweisen.

## Martingal-Maximalfunktion
Wenn {\displaystyle \left\{f_{n}\right\}} eine Martingalfolge ist, kann die Martingal-Maximalfunktion wie folgt definiert werden:
{\displaystyle f^{*}(x)=\sup _{n}\left|f_{n}(x)\right|}
Falls {\displaystyle f(x)=\lim \limits _{n\rightarrow \infty }f_{n}(x)} existiert, gelten viele Ergebnisse, die im klassischen Fall bekannt sind (z. B.: Beschränktheit in {\displaystyle L^{p}} für {\displaystyle 1<p\leq \infty } und die schwache {\displaystyle L^{1}}-Ungleichung), auch für {\displaystyle f} und {\displaystyle f^{*}}.